# Shtriga
A Shtriga, Estriga ou Estria (derivada da romana Striga(-ae); compare também com a romena Striga e a polaca Strzyga), segundo o folclore albanês, é uma bruxa vampírica que suga o sangue dos bebês à noite enquanto dormem, e então se transforma em um inseto voador (tradicionalmente um traça, mosca ou abelha). Só a própria Shtriga pode curar aqueles que tinha drenado (frequentemente cuspindo em suas bocas), e aqueles que não foram curados inevitavelmente adoecem e morrem.

## Registros
Edith Durham registrou vários métodos tradicionalmente considerados eficazes para se defender da Shtriga. Uma cruz feita do osso de suínos pode ser colocada na entrada de uma igreja no domingo de Páscoa, tornando qualquer Shtriga que estiver lá dentro incapaz de sair. Elas poderiam então ser capturadas e mortas na soleira da porta em que tentariam, em vão, passar. Ela ainda registrou a história que diz que, depois de drenar o sangue de sua vítima, a Shtriga geralmente vai para dentro de uma floresta e o regurgita. Se uma moeda de prata for embebida nesse sangue regurgitado e envolvido num pano, ela se torna um amuleto que oferece proteção permanente contra qualquer Shtriga.
A Shtriga é frequentemente retratada como uma mulher com cabelos pretos e longos (às vezes vestindo uma capa) e um rosto terrivelmente desfigurado. Elas se recusam a comer qualquer coisa picante ou que contenha alho.

## Características gerais
- A Shtriga, após determinar seus alvos, costuma assumir a forma de alguém com alguma relação com estes, como seus cuidadores ou parentes próximos. Costuma agir durante a noite, andando ou flutuando em direção ao berço do bebê que, se for drenado, dissecará até a morte. O único método conhecido para salvar as vítimas da Shtriga é se a própria quiser cuspir o sangue de volta ou se for morta, sendo a segunda opção obrigatoriamente executada durante a alimentação da bruxa, que deverá ser atingida no coração por um objeto de ferro. Há várias formas de detectar a presença de uma destas, como um alto número de crianças mortas ou mãos e pés pretos gravados em madeira de janelas e portas, que significam a passagem dela drenando até mesmo a madeira que toca.
- A Shtriga é dotada de habilidades que a tornam perigosa. Sua longevidade, por exemplo, é dada pela absorção da força vital de outros indivíduos, então seu tempo de vida é indeterminado. Além disso possui força e velocidade sobre-humanas, facilitando na hora de dominar aqueles que tentam caçá-la ou de fugir deles caso seja necessário.